# Египетска костенурка
Египетските костенурки (Testudo kleinmanni) са вид дребни влечуги от семейство Сухоземни костенурки (Testudinidae).
Разпространени са в пустинни и полупустинни местности по югоизточното крайбрежие на Средиземно море. Те са най-дребните сухоземни костенурки в Северното полукълбо. Видът е критично застрашен от изчезване, заради унищожаване на местообитанията му и улов като домашен любимец, като е напълно изчезнал в Израел и по-голямата част от Египет, основните запазени популации са в североизточна Либия.